# Fazalur Rehman
Fazalur Rehman conosciuto anche come Ur Fazal (in urdu فضل الرحمان‎?; Abbottabad, 15 marzo 1941 – Abbottabad, 9 marzo 2023) è stato un hockeista su prato pakistano.

## Biografia
Prese parte con la nazionale pakistana a due edizioni olimpiche: quella del 1968, dove conquistò la medaglia d'oro, e quella del 1972, dove si aggiudicò l'argento.
Rehman è morto ultraottantenne nel 2023. 